# Pratt & Whitney Canada PT6
O Pratt & Whitney Canada PT6 é um motor aeronáutico turboélice produzido pela Pratt & Whitney Canada. Seu projeto foi iniciado em 1958, foi ligado pela primeira vez em fevereiro de 1960, voou pela primeira vez em 30 de maio de 1961, entrou em serviço em 1964 e tem sido continuamente atualizado desde então. O PT6 consiste em duas seções básicas: um gerador de gás com caixa de engrenagens acessória e uma turbina de potência livre com caixa de redução. Nas aeronaves de asa fixa, o motor costuma ser montado com a frente virada para trás, com a admissão na parte traseira e sistema de escapamento na frente, de modo que a turbina fique diretamente conectada à hélice. Muitas variantes do PT6 foram produzidas, não apenas como turboélices, mas também como turboeixos para helicópteros, veículos terrestres, hovercraft e barcos, bem como unidades auxiliares de energia e para usos industriais. Até novembro de 2015, foram produzidos 51.000, que registraram 400 milhões de horas de voo de 1963 a 2016. É conhecido por sua confiabilidade, com uma taxa de desligamento em voo de 1 por 651.126 horas em 2016. O motor turboélice PT6A cobre a potência variam entre 580 e 1.940 shp (430 e 1.450 kW), enquanto os PT6T são variantes turboeixo para helicópteros.
No Brasil, o modelo Pratt & Whitney Canada PT6A-68C, de 1600 HP (1.193 kW) é utilizado no avião fabricado pela Embraer, o EMB 314 Super Tucano.